# BAP Pisco (AMP-156)
El BAP Pisco (AMP-156) es un buque multipropósito de tipo LPD (Landing Platform Dock) perteneciente a la Marina de Guerra del Perú, construido en los astilleros del SIMA PERÚ, el cual ha sido concebido y diseñado para desempeñarse en operaciones navales y de guerra anfibia, transporte de tropas y vehículos, además de acciones cívicas y ayuda humanitaria.

## Características

### Diseño y propulsión
El BAP Pisco es un navío de tipo LPD (Landing Platform Dock) que cuenta con una eslora o largo total de 122 m; manga o ancho máximo de 22 m; calado o profundidad de 4,9 m; una velocidad máxima de 16,5 nudos y una capacidad aproximada de 557 efectivos. Dispone de una cubierta de vuelo y un hangar, así como de una cubierta inundable conforme a sus características anfibias.

### Capacidad de transporte
Su diseño le permite transportar y desplegar 2 lanchas de desembarco LCU (Landing Craft Unit) de 23 m. y 4 botes RIHB, así como 14 vehículos blindados tipo LAV 2 (8x8) o bien 14 camiones portatropa tipo MAN TGS-Mil 29.440 (6x6). La tripulación nominal será de 150 efectivos, pudiendo transportar 400 infantes de marina. Además de sus capacidades militares, el navío está en condiciones de brindar apoyo logístico, transportando vehículos especializados en labores de reconstrucción y ayuda humanitaria en caso de desastres naturales.

## Historia

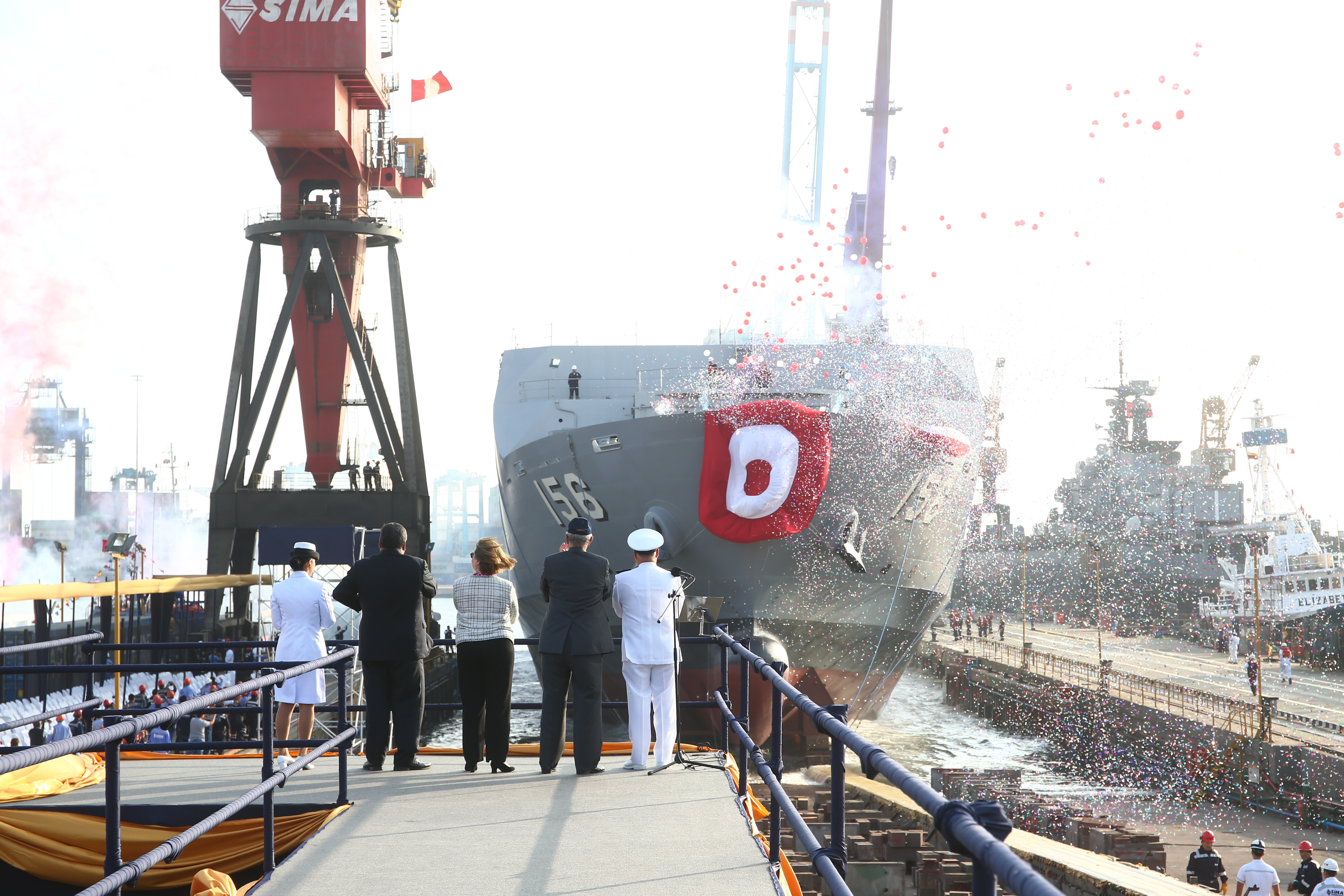
Botadura del casco en astillero SIMA

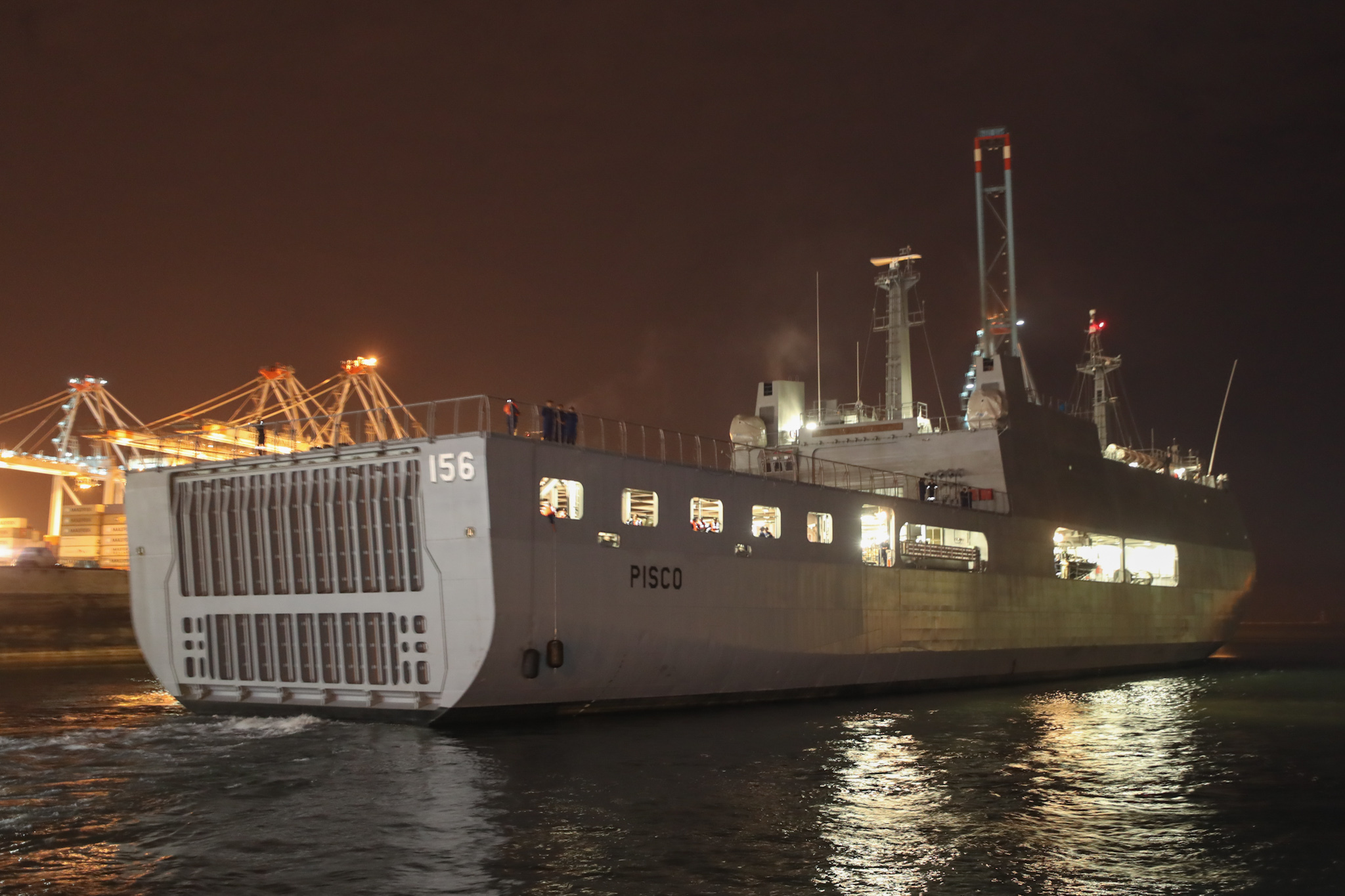
Bap Pisco zarpando hacia Piura con ayuda logística (2019)

El año 2012 el gobierno peruano determinó la construcción de dos buques multipropósito de tipo LPD (Landing Platform Dock) que tendrían por finalidad reemplazar a los antiguos BAP Callao (DT-143) y BAP Eten (DT-144) de la Clase Terrebonne Parish. Se decidió que las nuevas naves adoptaran el patrón de diseño correspondiente a la Clase Makassar y se encargó la construcción al SIMA en colaboración con la compañía Daesun Shipbuilding & Engineering de Corea del Sur, la misma que suministraría los planos de diseño, certificaciones internacionales y asistencia técnica.
El 12 de julio de 2013 se llevó a cabo la ceremonia de colocación de la quilla de la primera de estas unidades, que se convertiría luego en el BAP Pisco, contándose con la presencia del entonces Presidente de la República Ollanta Humala. Sin embargo, los trabajos de construcción propiamente dichos empezaron en el segundo semestre de 2014, cuando el SIMA recibió las planchas de acero para la fabricación de los primeros bloques de la futura nave.

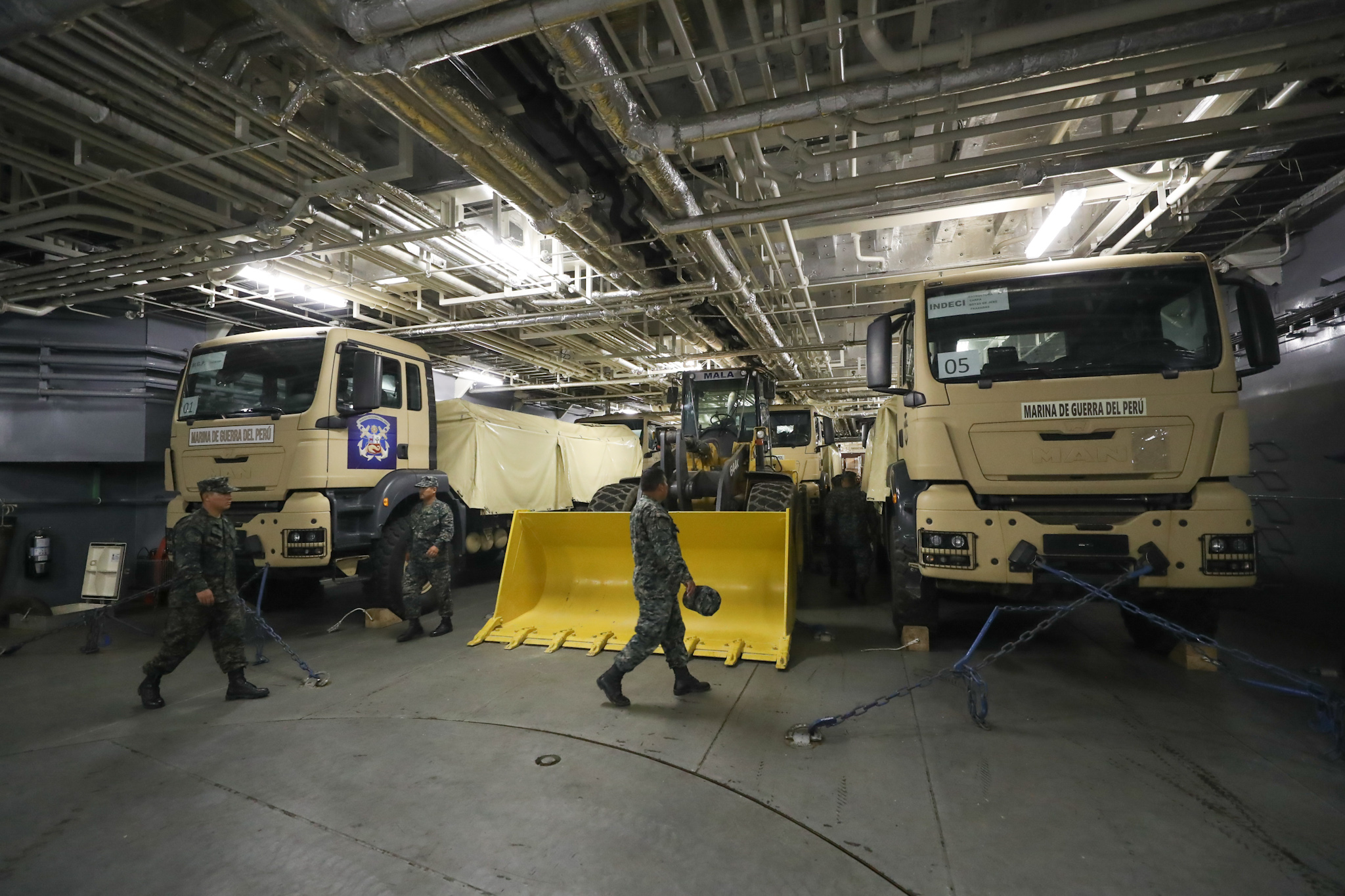
Hangar del BAP Pisco con carga (2019)

Para mediados de 2016, la construcción del navío llevaba un avance de alrededor del 70%, habiéndose completado la fabricación de 93 módulos en cuyo interior se venían instalando los equipos correspondientes, destacando el principal componente del sistema de propulsión, los motores, así como los generadores eléctricos y sistemas de climatización. Al año siguiente el casco estuvo finalizado y fue bautizado y botado en el mar del Callao el 25 de abril de 2017 en una ceremonia que contó con la presencia del Presidente de la República Pedro Pablo Kuczynski.
A inicios de 2018 se dio a conocer que el SIMA Perú había suscrito un contrato con la compañía española Escribano Mechanical & Engineering para la adquisición e instalación de un sistema de autodefensa para el BAP Pisco denominado Scamo (sistema de control de armas por medios remotos). Dicho sistema comprende la instalación, pruebas y entrega final de cuatro estaciones de armamento de acción remota Guardián, equipadas con una ametralladora de 12,70 mm, dos estaciones de acción remota Sentinel, equipadas con cañones ligeros de 30 mm y un sistema optrónico de vigilancia Oteos-N. En abril de 2018 la nave fue sometida a las correspondientes pruebas de mar con la finalidad de evaluar su desempeño en navegación previo a su entrega definitiva y puesta en servicio. Finalmente, el 6 de junio de 2018 el BAP Pisco fue oficialmente asignado (comisionado) a la Marina de Guerra del Perú en el marco de una ceremonia de afirmado del pabellón nacional, en la cual participaron el presidente de la República Martín Vizcarra y otras autoridades.
En febrero de 2019, al producirse lluvias y desbordes de ríos en diferentes regiones del Perú, el gobierno desplegó al BAP Pisco con la finalidad de transportar ayuda logística para el auxilio de la población y zonas afectadas.